# 程思远
程思遠（1908年9月17日—2005年7月28日），本名程思安，廣西宾阳人，中华人民共和国政治人物，原副国级领导人。曾任中華人民共和國第七屆全國政協副主席、第八屆至第九屆全國人大常委會副委員長。影星林黛生父。

## 早年
程思遠本名程思安，光緒三十四年（1908年）農曆八月二十二日生於廣西省賓陽縣大橋程村。早年就讀于賓陽黃安學堂，改名程思遠。1926年考取國民革命軍第七軍應試文書第一名，隨軍北伐。1930年任國民革命軍第四集團軍總司令李宗仁秘書。1933年與蔣秀華結婚，次年誕下長女程月如（藝名林黛）:55，同年赴義大利羅馬大學留學，獲政治學博士學位。1938年任國民政府軍事委員會副參謀總長白崇禧辦公室秘書。

## 中年經歷
1939年任廣西綏靖公署政治部主任兼樂群社理事長、桂林歐美同學會會長。1942年赴重慶工作，歷任三民主義青年團中央組織處副處長、三民主義青年團督導室主任、三民主義青年團社會服務處處長、三民主義青年團中央常務幹事、廣西省政府駐渝代表、國民參政會第四屆參政員，並在中國國民黨第六屆全國代表大會上當選為中央執行委員，在中國國民黨第六屆二中全會上當選為國大代表。
1947年在國民黨第六屆四中全會上當選為中央常務委員。7月中，程思遠應北平行轅主任李宗仁電邀從上海乘「空中霸王」號到北平，李派行轅參議劉仲華安頓程思遠於北京飯店:1。當晚程同李一起晚餐，後長談2小時，李準備競選副總統，要程作必要之準備:1。
1948年3月，白崇禧對程説︰「我們只好盡人事罷了。」:3程當選為立法院立法委員。12月下旬，蔣與李經過兩次協商，就蔣下野讓位問題達成協議；一、蔣主動下野，以便南京政府開始和談；二、由副總統李代行總統職務，宣佈和平主張；三、與中共和談事由行政院主持:8764。並非正式協議準備和談：甲、運用舉國一致的內閣，其人選另行研究；乙、運用外交，特別加強對美、英、蘇的關係，以期有利於和平的實現；丙、主動爭取不滿政府與主張和平的政治團體及民主人士，共同為致力和平而努力:20。協議由吳忠信帶回給蔣，同時由程用長途電話通知白崇禧，白用粵語對程説：「蔣下野必須辭職，由李德公正式就任總統，不能用代理名義。如果名不正，那就什麼事都辦不了。」:20。12月24日，立法院改選院長、副院長，童冠賢、劉健群當選；童後來推動李發起和談活動:12-13。
1949年1月21日，程建議李約張治中、吳忠信商談，張認為蔣引退文告是由吳送請蔣、李簽字，原有「身先引退」，下午潘公展、田昆山在茶會稱：總統一職係由國民大會選舉，現在未經「國大」批准，不能自行「引退」，故建議刪去:40。7月，擔任中國國民黨中央非常委員會副秘書長。11月19日，程先到香港，通知外交部駐港特派員郭德華：李代總統將經港赴美就醫，請其轉告港英當局:134。12月2日，黃旭初從海口托人帶信，要程向廣西財政廳長韋贄唐取出外滙，作李赴美治病費:137。12月3日，程在香港滙豐銀行三樓外交特派員辦事處約晤外交部長葉公超，葉稱已同美國代辦史特朗談過，「元首」入境由外交部出一證明書，説明李因病赴美療治；其他隨員一律由駐港特派員郭德華填發護照:137。不久後辭職移居香港荔枝角九華新村，擔任《正午報》專欄作家。
從1956年4月至1965年6月，程五上北京，謁見周恩來，準備李歸來:165。
1957年秋，長女林黛（原名程如月）在取得兩屆亞洲影展最佳女主角後，學習於美國哥倫比亞大學，每周末都到李家作客:168。
1965年7月，他陪同李宗仁伉儷從海外扺達廣州白雲機場:56。

## 晚年生活
回國後任中國和平統一促進會會長、全國政協祖國統一聯誼委員會副主任、中華海外聯誼會第一屆名譽會長、中國國際科技促進會會長、全國台灣研究會第四屆理事會會長等職務，第五、六屆全國政協常委、副秘書長，第六屆全國人大常委會委員、全國人大外事委員會副主任委員，第七屆全國政協副主席兼提案委員會主任，1993年，当选为第八屆全國人大常委會副委員長。1998年3月，第九届全国人大第一次会议上，他连任全国人民代表大会常务委员会副委员长。
2005年7月28日因病于北京逝世，享年96歲。

## 家族
1933年程思远与第一任夫人蒋秀华结婚，1934年女儿程月如出生，即影星林黛，1940年9月9日感情破裂与蒋秀华离婚。
1948年12月5日，在14岁的女儿程月如的极力反对下，程思远依然与小19岁的石泓结婚，育有2女1子，次女程珊娜，三女程华为北京大学历史系毕业，先在世界历史研究所工作了三年，后在美国留学结婚生子，后改学法律，成为了一名律师，在加州工作，儿子为程治平，香港凤凰卫视的主持人。

## 轶事
1948年9月8、9日中央日報第一版連登了兩天7欄高12行寬的大廣告：「為立法委員程思遠誘姦鄭捷未婚妻石泓向本黨同志暨社會人士呼籲啟事：鄭捷與石泓是川大同學，自1944年以來患難相熱戀情深，遂於1947年7月在漢口伊家訂婚，以海枯石爛為盟。不意本屆立法委員程思遠竟利用其政治地位及優越之經濟條件對石泓百般誘惑並騙至家中施行姦污竟達數次之多（有證可稽）。如此人面獸行社會敗類何以代表人民立法何以主持黨政。敬請本黨同志暨社會人士予以明察」。
1948年9月10日，中央日報又刊出七欄高八行寬的「國立四川大學第十六屆畢業留京同學聯誼會敬向同學石泓小姐一言」內容云：「今天社會上不知有多少像妳所遇到的那位亦官亦商的漁色之徒利用財勢摧毀女子貞操尋歡取樂毫無真誠愛情，我們深惡痛絕這種人面獸行的愛情販子的醜行。我們痛心受過高等教育的妳在魔掌下所受的摧殘。我們更同情妳和鄭捷遭遇的不幸，希望妳不再向玩弄女性的惡勢力投降，我們以除惡務盡的決心誓與無恥的敗類程思遠搏鬥到底。」

## 外部連結
- 人民網—程思遠生平 （页面存档备份，存于）
- 近之思遠
- 程思遠圖片 （页面存档备份，存于）

| 中国人民政治协商会议全国委员会 | 中国人民政治协商会议全国委员会                                     | 中国人民政治协商会议全国委员会 |
| ------------------------------ | ------------------------------------------------------------------ | ------------------------------ |
| 新頭銜                         | 中国人民政治协商会议全国委员会提案委员会主任 第七届 1988年－1993年 | 繼任： 周绍铮                  |
| 民事職務                       |                                                                    |                                |
| 前任： 宦乡                    | 全国台湾研究会会长 1991年－2003年4月                               | 繼任： 成思危                  |